# HMS Renown (1916)
La HMS Renown, decima nave da guerra britannica a portare questo nome, era un incrociatore da battaglia dell'omonima classe della Royal Navy. Venne impostata nei cantieri Fairfield il 25 gennaio 1915, varata il 4 marzo 1916 ed entrò in servizio il 20 settembre seguente.

## Servizio

### La prima guerra mondiale
Completata nel settembre 1916, la Renown entrò in servizio troppo tardi per partecipare alla battaglia dello Jutland. Dopo circa un mese di servizio rientrò in cantiere per lavori di rinforzo della corazzatura, ritenuta troppo leggera. Per aumentare la protezione vennero posizionate circa 492 tonnellate di piastre d'acciaio. Venne comunque assegnata alla Grand Fleet servendo nel Mare del Nord per gli ultimi due anni del conflitto.

### Tra le due guerre

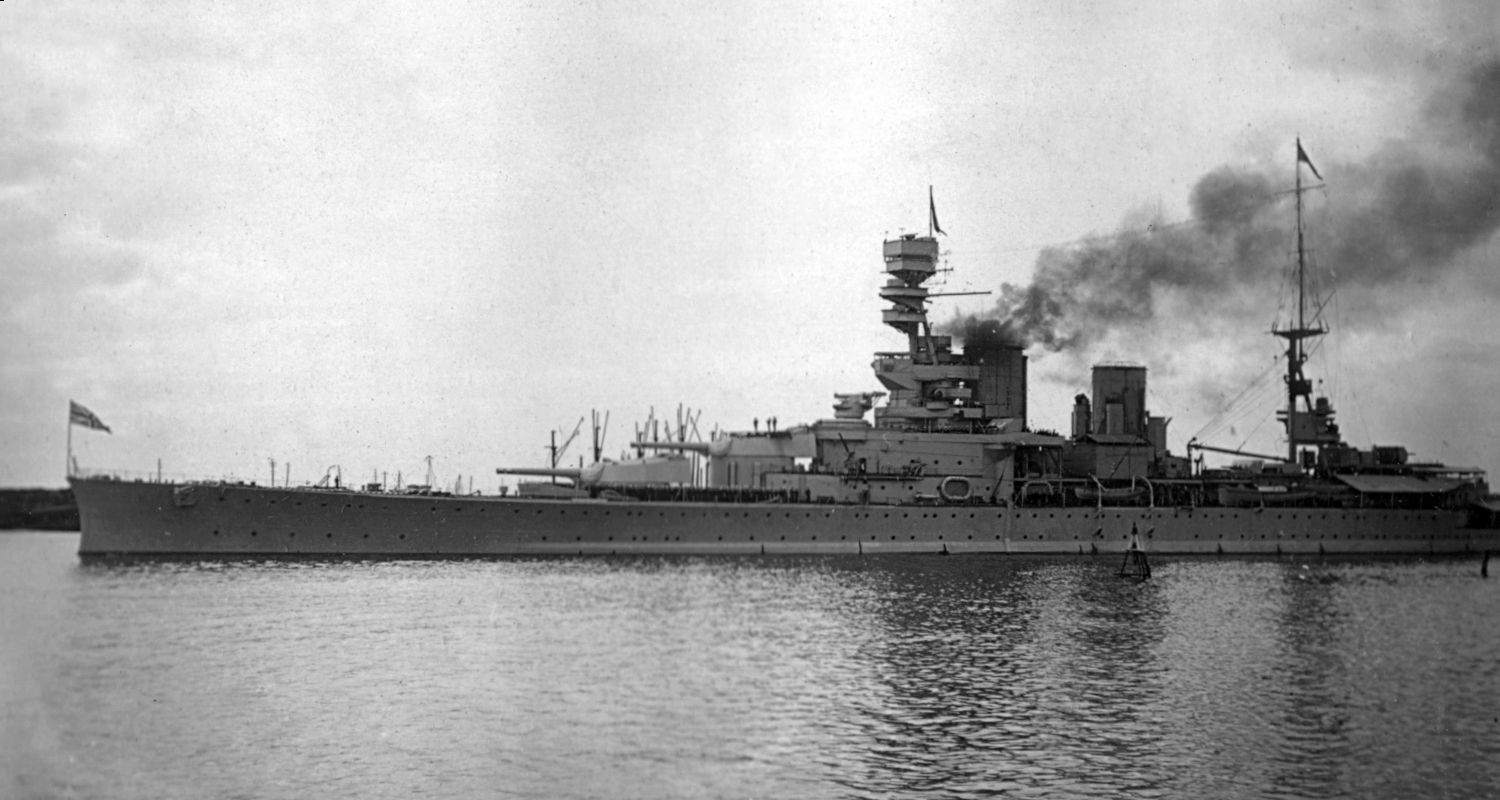
La Renown a Fremantle, in Australia, nel 1927

Tra il 1920 ed il 1921, in seguito a lavori di modernizzazione, trasportò il Edoardo, principe di Galles in un viaggio in Australia, Nuova Zelanda e Stati Uniti. Tra il 1923 ed il 1926 venne sottoposta ad un nuovo ciclo di lavori, tra cui l'installazione di una controcarena anti-siluro, allo scopo di migliorarne la protezione da attacchi navali e sottomarini. Nel 1927 trasportò il Duca e la Duchessa di York in Australia e Nuova Zelanda.
Sul finire degli anni 30 la nave venne quindi sottoposta ad altri lavori che ne modificarono profondamente l'aspetto. Ricevette una torre di comando simile a quella della Valiant e armamenti antiaerei moderni, equipaggiati con sistemi di controllo fuoco HACS MkIV e con la Admiralty Fire Control Table Mk VII, un computer analogico per il controllo dei pezzi principali. Venne anche rafforzata ulteriormente la corazzatura. Le modifiche vennero completate nel settembre 1939, in concomitanza con lo scoppio della seconda guerra mondiale. Durante questi lavori ricevette il soprannome di HMS Refit (raddobbo), visti i numerosi interventi di cui era stata oggetto già dal 1916; la sorella Repulse venne invece soprannominata HMS Repair (riparazione).

### Il secondo conflitto mondiale
Allo scoppio del conflitto la Renown si trovò assegnata alla Home Fleet con compiti di pattuglia nel Mare del Nord. In ottobre venne trasferita presso il "Gruppo da caccia K" nell'Atlantico meridionale, al largo di Pernambuco, Brasile. Nel mese di successivo partecipò alla caccia all'incrociatore pesante Graf Spee individuato nella zona. Il 2 dicembre affondò il transatlantico tedesco Watussi. Il 16 dicembre, in seguito all'avvistamento della Graf Spee e alla battaglia del Río de la Plata venne inviata in supporto agli incrociatori britannici Exeter, Ajax e Achilles. Dopo l'autoaffondamento della nave tedesca scortò nel gennaio 1940 la danneggiata Exeter in patria insieme alla portaerei Ark Royal. In aprile partecipò alle operazioni al largo della Norvegia collegate al tentativo alleato di prendere controllo del paese prima delle forze tedesche (Operazione Wilfred). Il 9 aprile si scontrò con gli incrociatori da battaglia Scharnhorst e Gneisenau circa 80 miglia ad ovest delle isole Lofoten mettendo a segno alcuni colpi sul Gneisenau disattivando la torretta "A" e le apparecchiatura di controllo fuoco e ricevendo danni alle sovrastrutture. In maggio venne sottoposta a riparazioni a Rosyth per i danni ricevuti nello scontro e per quelli dovuti al maltempo, tornando in servizio nei primi di giugno scortando i convogli di evacuazione dalla Norvegia in seguito all'invasione tedesca.
In agosto venne trasferita a Gibilterra come ammiraglia della Forza H. Il 30 agosto partecipò come scorta all'Operazione Hats, il trasferimento ad Alessandria d'Egitto della corazzata Valiant, della portaerei Illustrious e degli incrociatori Calcutta e Coventry.
L'11 settembre salpò con il compito di intercettare incrociatori della Francia di Vichy diretti a Dakar, senza riuscire ad individuarli. In seguito al fallimento dell'Operazione Menace, che prevedeva uno sbarco a Dakar da parte di elementi della Francia Libera dopo un forte bombardamento, rimase in zona per pattugliare le acque senegalesi. In seguito rimase di pattuglia nei pressi delle Azzorre e al largo di Gibilterra per la caccia alle corsare tedesche e alle navi francesi. Il 7 novembre venne inviata insieme alla Hood e alla Repulse di pattuglia nel golfo di Biscaglia in seguito all'affondamento dell'incrociatore ausiliario Jervis Bay da parte dell'Admiral Scheer.
Il 15 novembre, tornata nel Mediterraneo, scortò le portaerei Ark Royal e Argus in una missione di lancio di aerei verso le basi di Malta. Sempre in novembre scortò un nuovo convoglio di rifornimenti per l'isola e il passaggio verso l'Egitto degli incrociatori Manchester e Southampton. Il 27 novembre partecipò ad uno scontro minore con la flotta italiana uscita per intercettare un convoglio in partenza da Malta, poi noto con il nome di battaglia di capo Teulada. Subito dopo lo scontro venne anche presa di mira da bombardieri della Regia Aeronautica, senza peraltro venire colpita. Nei primi giorni di dicembre venne sottoposta a riparazioni all'apparato motore a Gibilterra in seguito ad un'avaria avvenuta durante lo scontro navale.
Nel gennaio 1941 partecipò all'Operazione Excess, il contemporaneo passaggio di due convogli, diretti rispettivamente a Malta e ad Atene. Il 9 gennaio subì un attacco aereo, senza rimanere danneggiata. Il 9 febbraio partecipò insieme alla Malaya, alla Ark Royal e alla Sheffield al bombardamento di Genova e La Spezia. Nella seconda metà del mese tornò in Atlantico per scortare un convoglio diretto a sud dopo la segnalazione della possibile presenza dell'Admiral Hipper nella zona. Nei primi giorni di marzo partecipò alla caccia alla Scharnhorst e alla Gneisenau, senza riuscire ad intercettarle. Incontrò invece le navi Bianca e Casimiro, precedentemente catturate dalle corazzate tedesche e dirette in patria con equipaggio di preda che le autoaffondò. Il 6 maggio partecipò all'Operazione Tiger, il passaggio di un convoglio carico di carri armati diretti in Medio Oriente e di alcune navi di rinforzo per la flotta di Alessandria attraverso il canale di Sicilia. Il 24 maggio tornò in Atlantico temporaneamente assegnata alla Home Fleet per partecipare alla caccia alla Bismarck. Nel mese di giugnò partecipò a ben quattro missioni di lancio di aerei da caccia verso le basi di Malta.
In agosto tornò in patria per essere sottoposta a un ciclo di lavori e ricevere le apparecchiature elettroniche moderne. Vennero installati i Radar Type 284 per l'armamento principale, Type 282 per la contraerea a corto raggio, Type 285 per la contraerea pesante, Type 273 per l'individuazione di navi nemiche e Type 281 per l'individuazione di aerei nemici. Venne inoltre aumentato il numero di cannoni rapidi Oerlikon da 20 mm per la difesa antiaerea ravvicinata. La nave tornò in servizio attivo nel mese di dicembre.
Nei nel marzo 1942 partecipò alla scorta ai convogli artici PQ12 e PQ13 diretti in Unione Sovietica. In aprile tornò nel Mediterraneo per scortare una nuova missione di lancio di aerei verso Malta, questa volta dalla portaerei USS Wasp, e nel mese successivo partecipò ad una missione simile. Tra giugno e settembre rimase invece con la Home Fleet. In ottobre venne assegnata insieme alle navi da battaglia Duke of York, Rodney e Nelson alla copertura dello sbarco in Nordafrica denominato Operazione Torch, per evitare ogni possibile interferenza della marina francese. In dicembre, dopo la fine dell'operazione, tornò in patria.

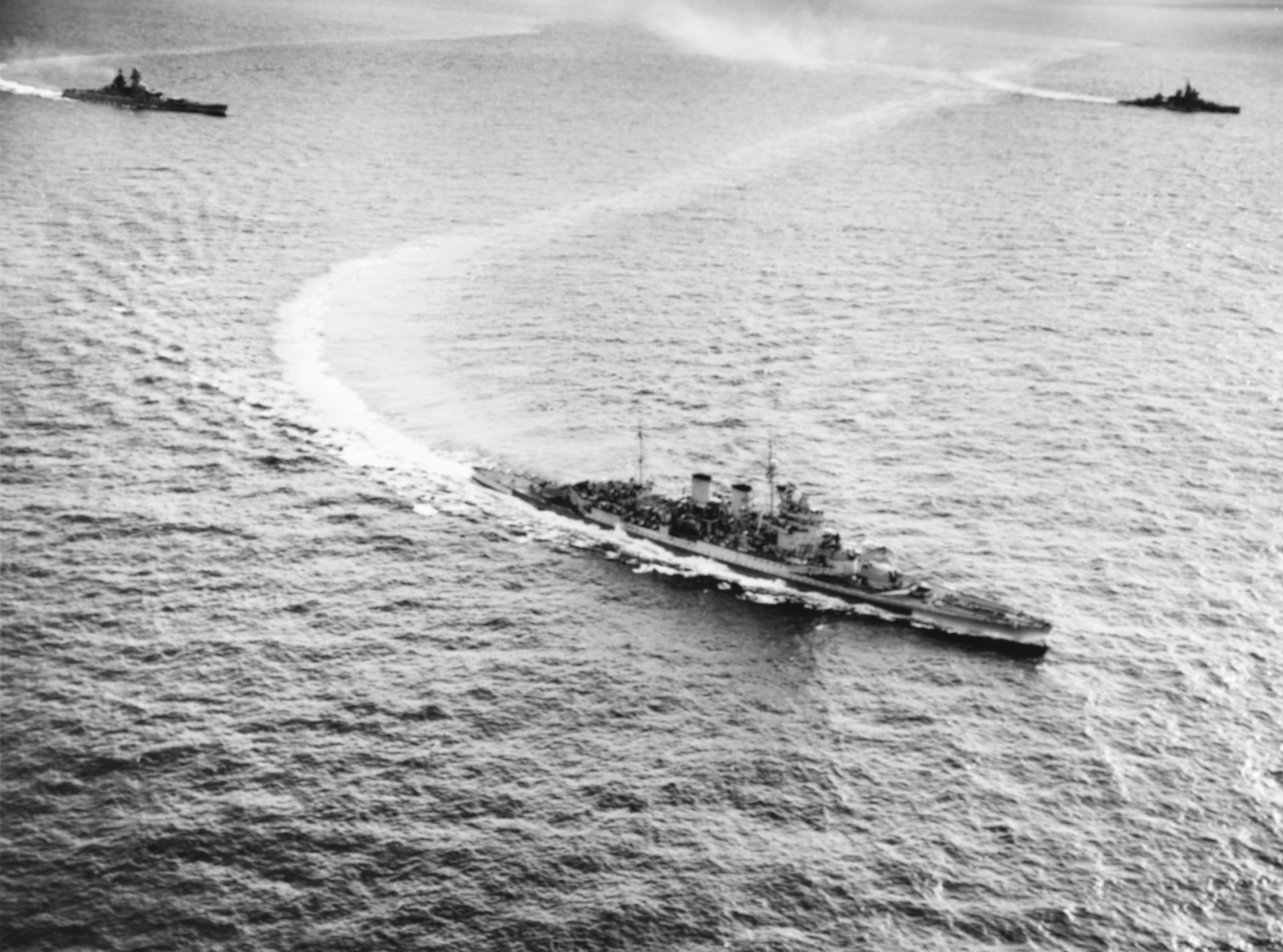
La Renown nell'Oceano Indiano con la Valiant (a destra) e la Richelieu (a sinistra) nella primavera 1944

Il 22 febbraio 1943 entrò in cantiere a Rosyth per un nuovo ciclo di lavori durante il quale vennero rimossi gli aerei di bordo, aumentate le armi antiaeree con il posizionamento di ulteriori 9 cannoni Oerlikon da 20 mm e installato il radar Type 283 per la direzione del fuoco di sbarramento antiaereo dei pezzi principali e secondari. Tornata in servizio il 9 giugno rimase assegnata a Scapa Flow. Il 28 agosto giunse ad Halifax, in Canada, per riportare in patria il Primo Ministro Winston Churchill dopo un incontro (denominato QUADRANT) con il presidente statunitense Roosevelt. Giunse in patria il 19 settembre sbarcando il Primo Ministro sul Clyde. Nel mese di novembre ebbe di nuovo a bordo Churchill per trasportarlo ad Alessandria d'Egitto, dove giunse il 21 novembre, per partecipare ad una nuova conferenza interalleata. Tornata in patria, venne designata per essere trasferita nella Eastern Fleet, ricevendo le modifiche necessarie ed altri 19 pezzi da 20 mm antiaerei. Il 30 dicembre fece rotta per Colombo, dove giunse il 23 gennaio 1944 per prendere servizio con il 1º Squadrone da battaglia.
Nel mese di marzo partecipò ai bombardamenti alle basi giapponesi sull'isola di Sumatra insieme ad unità della US Navy. Il 16 aprile partecipò ad una nuova missione di bombardamento su Sabang scortando le portaerei Illustrious e USS Saratoga. Il 19 venne attaccata da tre aerosiluranti nemici che vennero intercettati dalla forza aerea di scorta della Saratoga. Il 6 maggio partecipò all'attacco al porto e agli stabilimenti industriali di Surabaya, tornando a Ceylon il 17 del mese. Il 10 giugno partecipò ad un'azione diversiva di bombardamento su Sabang durante gli sbarchi statunitensi nelle isole Marianne. Il 19, insieme alla francese Richelieu scortò la Illustrious in un'azione di bombardamento delle isole Andamane.
In ottobre partecipò ad una missione di bombardamento delle Isole Nicobare e ad una diversione durante lo sbarco alleato a Leyte. Al momento della formazione della British Pacific Fleet rimase assegnata alla Eastern Fleet. In dicembre venne ritirata a Durban dove entrò in cantiere per un ciclo di lavori, tornando in servizio a Ceylon il 21 febbraio 1945. Il 30 marzo ne venne deciso il ritorno in patria presso la Home Fleet e la nave giunse a Rosyth il 15 aprile. L'8 maggio ricevette a bordo la delegazione navale tedesca per discutere i termini dell'ingresso degli alleati nei porti germanici. A guerra finita ospitò a bordo il re Giorgio VI durante l'incontro con il presidente statunitense Harry Truman di ritorno dalla conferenza di Potsdam a bordo dell'incrociatore USS Augusta.
Il progetto di sottoporre la nave ad un importante ciclo di modifiche venne accantonato nel mese di settembre e la nave venne ridotta al rango di nave addestramento presso la base di terra denominata HMS Imperieuse fino al dicembre 1946, quando venne trasferita nella riserva. Venne messa in vendita nel gennaio 1948 e venduta per essere demolita a Faslane, dove giunse l'8 agosto seguente.